# Rectoguembelina
Rectoguembelina, en ocasiones denominado Rectogümbelina,  es un género de foraminífero, planctónico y/o bentónico, de la Subfamilia Gublerininae, de la familia Heterohelicidae, de la superfamilia Heterohelicoidea, del suborden Globigerinina y del orden Globigerinida. Su especie tipo es Rectoguembelina cretacea. Su rango cronoestratigráfico abarca desde el Maastrichtiense (Cretácico superior) hasta el Daniense (Paleoceno inferior).

## Descripción
Rectoguembelina incluía especies con conchas tubulares, inicialmente biseriadas y finalmente uniseriadas; sus cámaras eran globulares a subglobulares en el estadio biseriado, y cuneiformes, ovaladas alargadas o piriformes en el estadio uniseriado; sus suturas intercamerales eran incididas; su contorno ecuatorial era subtriangular y lobulada; su periferia era redondeada; el estadio biseriado, su abertura principal era interiomarginal, lateral, con forma de arco asimétrico, bordeado por estrecho labio, y, en el estadio uniseriado, era terminal, con forma circular; presentaban pared calcítica hialina, microperforada, y superficie lisa a pustulosa.

## Discusión
El género Rectoguembelina no ha tenido mucha difusión entre los especialistas. Inicialmente hubo autores que consideraron Rectoguembelina un sinónimo posterior de Tubitextularia. Otros lo consideraron un posible sinónimo subjetivo posterior de Bifarina. Sin embargo, más recientemente se ha vuelto a retomar como un taxón válido y distinto de Bifarina (o de Tubitextularia, el cual es aceptado como sinónimo posterior de Bifarina). Clasificaciones posteriores incluirían Rectoguembelina en el Orden Heterohelicida.

## Paleoecología
Rectoguembelina incluía especies con un modo de vida planctónico, de distribución latitudinal tropical a templada, y habitantes pelágicos de aguas superficiales (medio epipelágico y nerítico).

## Clasificación
Rectoguembelina incluye a la siguiente especie:
- Rectoguembelina cretacea †

Otra especie considerada en Rectoguembelina es:
- Rectoguembelina alabamensis †